# Tour de Valònia 2020
El Tour de Valònia 2020, 47a edició del Tour de Valònia, es disputà entre el 16 i el 19 d'agost de 2020 sobre un recorregut de 750,7 km distribuïts en quatre etapes. La cursa formava part del calendari de l'UCI ProSeries 2020, amb una categoria 2.Pro.
El vencedor de la classificació general fou el francès Arnaud Démare (Groupama-FDJ). L'acompanyaren al podi els belgues Greg Van Avermaet (CCC Team) i Amaury Capiot (Sport Vlaanderen-Baloise).

## Equips
L'organització convidà a prendre part en la cursa a vint-i-dos equips, nou UCI WorldTeam, nou equips continentals professionals i quatre equips continentals:
| WorldTeams (9)- AG2R La Mondiale - Bahrain McLaren - CCC Team - Deceuninck-Quick Step - Groupama-FDJ - Israel Start-Up Nation - Lotto Soudal - NTT Pro Cycling - Ineos ProTeams (9)- Circus-Wanty Gobert - B&B Hotels-Vital Concept p/b KTM - Alpecin-Fenix - Burgos-BH - Bingoal-Wallonie Bruxelles - Riwal Readynez - Sport Vlaanderen-Baloise - Arkéa-Samsic - Total Direct Énergie Equips continentals (4)- Hagens Berman Axeon - Pauwels Sauzen-Bingoal - Tarteletto-Isorex - Telenet Baloise Lions |
| |

## Etapes
| Etapa    | Data      | Ciutats d'etapa                | type              | Distància (km) | Vencedor de l'etapa | Líder de la general |
| -------- | --------- | ------------------------------ | ----------------- | -------------- | ------------------- | ------------------- |
| 1a etapa | 16 de ago | Soignies – Templeuve-en-Pévèle | etapa plana       | 187            | Caleb Ewan          | Caleb Ewan          |
| 2a etapa | 17 de ago | Frasnes-lez-Anvaing – Wavre    | etapa plana       | 172,3          | Arnaud Démare       | Caleb Ewan          |
| 3a etapa | 18 de ago | Montzen – Visé                 | etapa accidentada | 192            | Sam Bennett         | Arnaud Démare       |
| 4a etapa | 19 de ago | Blegny – Érezée                | etapa accidentada | 199,4          | Arnaud Démare       | Arnaud Démare       |

### 1a etapa
| \| Classificació de l'etapa \| Classificació de l'etapa \| Classificació de l'etapa \| Classificació de l'etapa \| Classificació de l'etapa \| \| Corredor \| Corredor \| Equip \| Temps \| \| \| ------------------------ \| ------------------------ \| ------------------------ \| ------------------------ \| ------------------------ \| \| 1r \| Caleb Ewan \| Lotto-Soudal \| 4h 17' 20" \| \| \| 2n \| Sam Bennett \| Deceuninck-Quick Step \| + 0" \| \| \| 3r \| Tim Merlier \| Alpecin-Fenix \| + 0" \| \| \| 4t \| Arvid de Kleijn \| Riwal Readynez \| + 0" \| \| \| 5è \| Nacer Bouhanni \| Arkéa-Samsic \| + 0" \| \| \| 6è \| Itamar Einhorn \| Israel Start-Up Nation \| + 0" \| \| \| 7è \| Arnaud Démare \| Groupama-FDJ \| + 0" \| \| \| 8è \| Manuel Peñalver \| Burgos-BH \| + 0" \| \| \| 9è \| Silvan Dillier \| AG2R La Mondiale \| + 0" \| \| \| 10è \| Clément Venturini \| AG2R La Mondiale \| + 0" \| \| |                   |                        |            |
| |                   |                        |            |
| Font: ProCyclingStats |                   |                        |            |
| Classificació de l'etapa |                   |                        |            |
| Corredor | Corredor          | Equip                  | Temps      |
| 1r | Caleb Ewan        | Lotto-Soudal           | 4h 17' 20" |
| 2n | Sam Bennett       | Deceuninck-Quick Step  | + 0"       |
| 3r | Tim Merlier       | Alpecin-Fenix          | + 0"       |
| 4t | Arvid de Kleijn   | Riwal Readynez         | + 0"       |
| 5è | Nacer Bouhanni    | Arkéa-Samsic           | + 0"       |
| 6è | Itamar Einhorn    | Israel Start-Up Nation | + 0"       |
| 7è | Arnaud Démare     | Groupama-FDJ           | + 0"       |
| 8è | Manuel Peñalver   | Burgos-BH              | + 0"       |
| 9è | Silvan Dillier    | AG2R La Mondiale       | + 0"       |
| 10è | Clément Venturini | AG2R La Mondiale       | + 0"       |

| \| Classificació general \| Classificació general \| Classificació general \| Classificació general \| Classificació general \| \| Corredor \| Corredor \| Equip \| Temps \| \| \| --------------------- \| --------------------- \| ---------------------- \| --------------------- \| --------------------- \| \| 1r \| Caleb Ewan \| Lotto-Soudal \| 4h 17' 20" \| \| \| 2n \| Sam Bennett \| Deceuninck-Quick Step \| + 2" \| \| \| 3r \| Tim Merlier \| Alpecin-Fenix \| + 3" \| \| \| 4t \| Arvid de Kleijn \| Riwal Readynez \| + 4" \| \| \| 5è \| Nacer Bouhanni \| Arkéa-Samsic \| + 6" \| \| \| 6è \| Itamar Einhorn \| Israel Start-Up Nation \| + 10" \| \| \| 7è \| Arnaud Démare \| Groupama-FDJ \| + 10" \| \| \| 8è \| Manuel Peñalver \| Burgos-BH \| + 10" \| \| \| 9è \| Silvan Dillier \| AG2R La Mondiale \| + 10" \| \| \| 10è \| Clément Venturini \| AG2R La Mondiale \| + 10" \| \| |                   |                        |            |
| |                   |                        |            |
| Font: ProCyclingStats |                   |                        |            |
| Classificació general |                   |                        |            |
| Corredor | Corredor          | Equip                  | Temps      |
| 1r | Caleb Ewan        | Lotto-Soudal           | 4h 17' 20" |
| 2n | Sam Bennett       | Deceuninck-Quick Step  | + 2"       |
| 3r | Tim Merlier       | Alpecin-Fenix          | + 3"       |
| 4t | Arvid de Kleijn   | Riwal Readynez         | + 4"       |
| 5è | Nacer Bouhanni    | Arkéa-Samsic           | + 6"       |
| 6è | Itamar Einhorn    | Israel Start-Up Nation | + 10"      |
| 7è | Arnaud Démare     | Groupama-FDJ           | + 10"      |
| 8è | Manuel Peñalver   | Burgos-BH              | + 10"      |
| 9è | Silvan Dillier    | AG2R La Mondiale       | + 10"      |
| 10è | Clément Venturini | AG2R La Mondiale       | + 10"      |

### 2a etapa
| \| Classificació de l'etapa \| Classificació de l'etapa \| Classificació de l'etapa \| Classificació de l'etapa \| Classificació de l'etapa \| \| Corredor \| Corredor \| Equip \| Temps \| \| \| ------------------------ \| ------------------------ \| -------------------------- \| ------------------------ \| ------------------------ \| \| 1r \| Arnaud Démare \| Groupama-FDJ \| 3h 57' 59" \| \| \| 2n \| Caleb Ewan \| Lotto-Soudal \| + 0" \| \| \| 3r \| Daniel McLay \| Arkéa-Samsic \| + 0" \| \| \| 4t \| Nacer Bouhanni \| Arkéa-Samsic \| + 0" \| \| \| 5è \| Florian Sénéchal \| Deceuninck-Quick Step \| + 0" \| \| \| 6è \| Arvid de Kleijn \| Riwal Readynez \| + 0" \| \| \| 7è \| Giacomo Nizzolo \| NTT Pro Cycling \| + 0" \| \| \| 8è \| Dries Van Gestel \| Total Direct Énergie \| + 0" \| \| \| 9è \| Lionel Taminiaux \| Bingoal-Wallonie Bruxelles \| + 0" \| \| \| 10è \| Edward Planckaert \| Sport Vlaanderen-Baloise \| + 0" \| \| |                   |                            |            |
| |                   |                            |            |
| Font: ProCyclingStats |                   |                            |            |
| Classificació de l'etapa |                   |                            |            |
| Corredor | Corredor          | Equip                      | Temps      |
| 1r | Arnaud Démare     | Groupama-FDJ               | 3h 57' 59" |
| 2n | Caleb Ewan        | Lotto-Soudal               | + 0"       |
| 3r | Daniel McLay      | Arkéa-Samsic               | + 0"       |
| 4t | Nacer Bouhanni    | Arkéa-Samsic               | + 0"       |
| 5è | Florian Sénéchal  | Deceuninck-Quick Step      | + 0"       |
| 6è | Arvid de Kleijn   | Riwal Readynez             | + 0"       |
| 7è | Giacomo Nizzolo   | NTT Pro Cycling            | + 0"       |
| 8è | Dries Van Gestel  | Total Direct Énergie       | + 0"       |
| 9è | Lionel Taminiaux  | Bingoal-Wallonie Bruxelles | + 0"       |
| 10è | Edward Planckaert | Sport Vlaanderen-Baloise   | + 0"       |

| \| Classificació general \| Classificació general \| Classificació general \| Classificació general \| Classificació general \| \| Corredor \| Corredor \| Equip \| Temps \| \| \| --------------------- \| --------------------- \| -------------------------- \| --------------------- \| --------------------- \| \| 1r \| Caleb Ewan \| Lotto-Soudal \| 8h 15' 03" \| \| \| 2n \| Dries De Bondt \| Alpecin-Fenix \| + 2" \| \| \| 3r \| Arnaud Démare \| Groupama-FDJ \| + 6" \| \| \| 4t \| Jens Reynders \| Hagens Berman Axeon \| + 9" \| \| \| 5è \| Daniel McLay \| Arkéa-Samsic \| + 12" \| \| \| 6è \| Tom Wirtgen \| Bingoal-Wallonie Bruxelles \| + 14" \| \| \| 7è \| Amaury Capiot \| Sport Vlaanderen-Baloise \| + 15" \| \| \| 8è \| James Fouche \| Hagens Berman Axeon \| + 15" \| \| \| 9è \| Nacer Bouhanni \| Arkéa-Samsic \| + 16" \| \| \| 10è \| Arvid de Kleijn \| Riwal Readynez \| + 16" \| \| |                 |                            |            |
| |                 |                            |            |
| Font: ProCyclingStats |                 |                            |            |
| Classificació general |                 |                            |            |
| Corredor | Corredor        | Equip                      | Temps      |
| 1r | Caleb Ewan      | Lotto-Soudal               | 8h 15' 03" |
| 2n | Dries De Bondt  | Alpecin-Fenix              | + 2"       |
| 3r | Arnaud Démare   | Groupama-FDJ               | + 6"       |
| 4t | Jens Reynders   | Hagens Berman Axeon        | + 9"       |
| 5è | Daniel McLay    | Arkéa-Samsic               | + 12"      |
| 6è | Tom Wirtgen     | Bingoal-Wallonie Bruxelles | + 14"      |
| 7è | Amaury Capiot   | Sport Vlaanderen-Baloise   | + 15"      |
| 8è | James Fouche    | Hagens Berman Axeon        | + 15"      |
| 9è | Nacer Bouhanni  | Arkéa-Samsic               | + 16"      |
| 10è | Arvid de Kleijn | Riwal Readynez             | + 16"      |

### 3a etapa
| \| Classificació de l'etapa \| Classificació de l'etapa \| Classificació de l'etapa \| Classificació de l'etapa \| Classificació de l'etapa \| \| Corredor \| Corredor \| Equip \| Temps \| \| \| ------------------------ \| ------------------------ \| -------------------------- \| ------------------------ \| ------------------------ \| \| 1r \| Sam Bennett \| Deceuninck-Quick Step \| 4h 42' 25" \| \| \| 2n \| Arnaud Démare \| Groupama-FDJ \| + 0" \| \| \| 3r \| John Degenkolb \| Lotto-Soudal \| + 0" \| \| \| 4t \| Matteo Trentin \| CCC Team \| + 0" \| \| \| 5è \| Amaury Capiot \| Sport Vlaanderen-Baloise \| + 0" \| \| \| 6è \| Andrea Vendrame \| AG2R La Mondiale \| + 0" \| \| \| 7è \| Marco Haller \| Bahrain McLaren \| + 0" \| \| \| 8è \| Alexander Krieger \| Alpecin-Fenix \| + 0" \| \| \| 9è \| Baptiste Planckaert \| Bingoal-Wallonie Bruxelles \| + 0" \| \| \| 10è \| Clément Venturini \| AG2R La Mondiale \| + 0" \| \| |                     |                            |            |
| |                     |                            |            |
| Font: ProCyclingStats |                     |                            |            |
| Classificació de l'etapa |                     |                            |            |
| Corredor | Corredor            | Equip                      | Temps      |
| 1r | Sam Bennett         | Deceuninck-Quick Step      | 4h 42' 25" |
| 2n | Arnaud Démare       | Groupama-FDJ               | + 0"       |
| 3r | John Degenkolb      | Lotto-Soudal               | + 0"       |
| 4t | Matteo Trentin      | CCC Team                   | + 0"       |
| 5è | Amaury Capiot       | Sport Vlaanderen-Baloise   | + 0"       |
| 6è | Andrea Vendrame     | AG2R La Mondiale           | + 0"       |
| 7è | Marco Haller        | Bahrain McLaren            | + 0"       |
| 8è | Alexander Krieger   | Alpecin-Fenix              | + 0"       |
| 9è | Baptiste Planckaert | Bingoal-Wallonie Bruxelles | + 0"       |
| 10è | Clément Venturini   | AG2R La Mondiale           | + 0"       |

| \| Classificació general \| Classificació general \| Classificació general \| Classificació general \| Classificació general \| \| Corredor \| Corredor \| Equip \| Temps \| \| \| --------------------- \| --------------------- \| ------------------------ \| --------------------- \| --------------------- \| \| 1r \| Arnaud Démare \| Groupama-FDJ \| 12h 57' 28" \| \| \| 2n \| Amaury Capiot \| Sport Vlaanderen-Baloise \| + 16" \| \| \| 3r \| James Fouche \| Hagens Berman Axeon \| + 16" \| \| \| 4t \| Clément Venturini \| AG2R La Mondiale \| + 17" \| \| \| 5è \| Oliver Naesen \| AG2R La Mondiale \| + 17" \| \| \| 6è \| Greg Van Avermaet \| CCC Team \| + 17" \| \| \| 7è \| Jenthe Biermans \| Israel Start-Up Nation \| + 17" \| \| \| 8è \| Lawrence Naesen \| AG2R La Mondiale \| + 17" \| \| \| 9è \| Loïc Vliegen \| Circus-Wanty Gobert \| + 17" \| \| \| 10è \| Nick van der Lijke \| Riwal Readynez \| + 17" \| \| |                    |                          |             |
| |                    |                          |             |
| Font: ProCyclingStats |                    |                          |             |
| Classificació general |                    |                          |             |
| Corredor | Corredor           | Equip                    | Temps       |
| 1r | Arnaud Démare      | Groupama-FDJ             | 12h 57' 28" |
| 2n | Amaury Capiot      | Sport Vlaanderen-Baloise | + 16"       |
| 3r | James Fouche       | Hagens Berman Axeon      | + 16"       |
| 4t | Clément Venturini  | AG2R La Mondiale         | + 17"       |
| 5è | Oliver Naesen      | AG2R La Mondiale         | + 17"       |
| 6è | Greg Van Avermaet  | CCC Team                 | + 17"       |
| 7è | Jenthe Biermans    | Israel Start-Up Nation   | + 17"       |
| 8è | Lawrence Naesen    | AG2R La Mondiale         | + 17"       |
| 9è | Loïc Vliegen       | Circus-Wanty Gobert      | + 17"       |
| 10è | Nick van der Lijke | Riwal Readynez           | + 17"       |

### 4a etapa
| \| Classificació de l'etapa \| Classificació de l'etapa \| Classificació de l'etapa \| Classificació de l'etapa \| Classificació de l'etapa \| \| Corredor \| Corredor \| Equip \| Temps \| \| \| ------------------------ \| ------------------------ \| -------------------------------- \| ------------------------ \| ------------------------ \| \| 1r \| Arnaud Démare \| Groupama-FDJ \| 4h 51' 33" \| \| \| 2n \| Philippe Gilbert \| Lotto-Soudal \| + 0" \| \| \| 3r \| Greg Van Avermaet \| CCC Team \| + 0" \| \| \| 4t \| Clément Venturini \| AG2R La Mondiale \| + 0" \| \| \| 5è \| Jasper De Buyst \| Lotto-Soudal \| + 0" \| \| \| 6è \| Amaury Capiot \| Sport Vlaanderen-Baloise \| + 0" \| \| \| 7è \| Florian Sénéchal \| Deceuninck-Quick Step \| + 0" \| \| \| 8è \| Andrea Vendrame \| AG2R La Mondiale \| + 0" \| \| \| 9è \| Romain Hardy \| Arkéa-Samsic \| + 0" \| \| \| 10è \| Bryan Coquard \| B&B Hotels-Vital Concept p/b KTM \| + 0" \| \| |                   |                                  |            |
| |                   |                                  |            |
| Font: ProCyclingStats |                   |                                  |            |
| Classificació de l'etapa |                   |                                  |            |
| Corredor | Corredor          | Equip                            | Temps      |
| 1r | Arnaud Démare     | Groupama-FDJ                     | 4h 51' 33" |
| 2n | Philippe Gilbert  | Lotto-Soudal                     | + 0"       |
| 3r | Greg Van Avermaet | CCC Team                         | + 0"       |
| 4t | Clément Venturini | AG2R La Mondiale                 | + 0"       |
| 5è | Jasper De Buyst   | Lotto-Soudal                     | + 0"       |
| 6è | Amaury Capiot     | Sport Vlaanderen-Baloise         | + 0"       |
| 7è | Florian Sénéchal  | Deceuninck-Quick Step            | + 0"       |
| 8è | Andrea Vendrame   | AG2R La Mondiale                 | + 0"       |
| 9è | Romain Hardy      | Arkéa-Samsic                     | + 0"       |
| 10è | Bryan Coquard     | B&B Hotels-Vital Concept p/b KTM | + 0"       |

## Classificacions finals

### Classificació general
| \| Classificació general \| Classificació general \| Classificació general \| Classificació general \| Classificació general \| \| Corredor \| Corredor \| Equip \| Temps \| \| \| --------------------- \| ---------------------- \| ------------------------ \| --------------------- \| --------------------- \| \| 1r \| Arnaud Démare \| Groupama-FDJ \| 17h 48' 51" \| \| \| 2n \| Greg Van Avermaet \| CCC Team \| + 20" \| \| \| 3r \| Amaury Capiot \| Sport Vlaanderen-Baloise \| + 25" \| \| \| 4t \| Florian Sénéchal \| Deceuninck-Quick Step \| + 26" \| \| \| 5è \| Clément Venturini \| AG2R La Mondiale \| + 27" \| \| \| 6è \| Andrea Vendrame \| AG2R La Mondiale \| + 27" \| \| \| 7è \| Jasper De Buyst \| Lotto-Soudal \| + 27" \| \| \| 8è \| Jhonatan Narváez Prado \| Team Ineos \| + 30" \| \| \| 9è \| Romain Hardy \| Arkéa-Samsic \| + 31" \| \| \| 10è \| Oliver Naesen \| AG2R La Mondiale \| + 32" \| \| |                        |                          |             |
| |                        |                          |             |
| Font: ProCyclingStats |                        |                          |             |
| Classificació general |                        |                          |             |
| Corredor | Corredor               | Equip                    | Temps       |
| 1r | Arnaud Démare          | Groupama-FDJ             | 17h 48' 51" |
| 2n | Greg Van Avermaet      | CCC Team                 | + 20"       |
| 3r | Amaury Capiot          | Sport Vlaanderen-Baloise | + 25"       |
| 4t | Florian Sénéchal       | Deceuninck-Quick Step    | + 26"       |
| 5è | Clément Venturini      | AG2R La Mondiale         | + 27"       |
| 6è | Andrea Vendrame        | AG2R La Mondiale         | + 27"       |
| 7è | Jasper De Buyst        | Lotto-Soudal             | + 27"       |
| 8è | Jhonatan Narváez Prado | Team Ineos               | + 30"       |
| 9è | Romain Hardy           | Arkéa-Samsic             | + 31"       |
| 10è | Oliver Naesen          | AG2R La Mondiale         | + 32"       |

### Classificacions secundàries
| Classificació per punts | Classificació per punts | Classificació per punts  | Classificació per punts | Classificació per punts |
| Corredor                | Corredor                | Equip                    | Punts                   |                         |
| ----------------------- | ----------------------- | ------------------------ | ----------------------- | ----------------------- |
| 1r                      | Arnaud Démare           | Groupama-FDJ             | 74 pts                  |                         |
| 2n                      | Caleb Ewan              | Lotto-Soudal             | 45 pts                  |                         |
| 3r                      | Sam Bennett             | Deceuninck-Quick Step    | 45 pts                  |                         |
| 4t                      | Greg Van Avermaet       | CCC Team                 | 15 pts                  |                         |
| 5è                      | John Degenkolb          | Lotto-Soudal             | 15 pts                  |                         |
| 6è                      | Daniel McLay            | Arkéa-Samsic             | 15 pts                  |                         |
| 7è                      | Tim Merlier             | Alpecin-Fenix            | 15 pts                  |                         |
| 8è                      | Amaury Capiot           | Sport Vlaanderen-Baloise | 14 pts                  |                         |
| 9è                      | Florian Sénéchal        | Deceuninck-Quick Step    | 12 pts                  |                         |
| 10è                     | Clément Venturini       | AG2R La Mondiale         | 12 pts                  |                         |

| Classificació per punts | Classificació per punts | Classificació per punts  | Classificació per punts | Classificació per punts |
| Corredor                | Corredor                | Equip                    | Punts                   |                         |
| ----------------------- | ----------------------- | ------------------------ | ----------------------- | ----------------------- |
| 1r                      | Arnaud Démare           | Groupama-FDJ             | 74 pts                  |                         |
| 2n                      | Caleb Ewan              | Lotto-Soudal             | 45 pts                  |                         |
| 3r                      | Sam Bennett             | Deceuninck-Quick Step    | 45 pts                  |                         |
| 4t                      | Greg Van Avermaet       | CCC Team                 | 15 pts                  |                         |
| 5è                      | John Degenkolb          | Lotto-Soudal             | 15 pts                  |                         |
| 6è                      | Daniel McLay            | Arkéa-Samsic             | 15 pts                  |                         |
| 7è                      | Tim Merlier             | Alpecin-Fenix            | 15 pts                  |                         |
| 8è                      | Amaury Capiot           | Sport Vlaanderen-Baloise | 14 pts                  |                         |
| 9è                      | Florian Sénéchal        | Deceuninck-Quick Step    | 12 pts                  |                         |
| 10è                     | Clément Venturini       | AG2R La Mondiale         | 12 pts                  |                         |

| Classificació de la muntanya | Classificació de la muntanya | Classificació de la muntanya   | Classificació de la muntanya | Classificació de la muntanya |
| Corredor                     | Corredor                     | Equip                          | Punts                        |                              |
| ---------------------------- | ---------------------------- | ------------------------------ | ---------------------------- | ---------------------------- |
| 1r                           | Michał Gołaś                 | Team Ineos                     | 38 pts                       |                              |
| 2n                           | Tom Paquot                   | Wallonie-Bruxelles Development | 36 pts                       |                              |
| 3r                           | Carlos Canal Blanco          | Burgos-BH                      | 26 pts                       |                              |
| 4t                           | Scott Thwaites               | Alpecin-Fenix                  | 26 pts                       |                              |
| 5è                           | Zdeněk Štybar                | Deceuninck-Quick Step          | 24 pts                       |                              |
| 6è                           | Jhonatan Narváez Prado       | Team Ineos                     | 18 pts                       |                              |
| 7è                           | Greg Van Avermaet            | CCC Team                       | 16 pts                       |                              |
| 8è                           | Loïc Vliegen                 | Circus-Wanty Gobert            | 14 pts                       |                              |
| 9è                           | Stan Dewulf                  | Lotto-Soudal                   | 14 pts                       |                              |
| 10è                          | Andreas Kron                 | Riwal Readynez                 | 12 pts                       |                              |

| Classificació de la muntanya | Classificació de la muntanya | Classificació de la muntanya   | Classificació de la muntanya | Classificació de la muntanya |
| Corredor                     | Corredor                     | Equip                          | Punts                        |                              |
| ---------------------------- | ---------------------------- | ------------------------------ | ---------------------------- | ---------------------------- |
| 1r                           | Michał Gołaś                 | Team Ineos                     | 38 pts                       |                              |
| 2n                           | Tom Paquot                   | Wallonie-Bruxelles Development | 36 pts                       |                              |
| 3r                           | Carlos Canal Blanco          | Burgos-BH                      | 26 pts                       |                              |
| 4t                           | Scott Thwaites               | Alpecin-Fenix                  | 26 pts                       |                              |
| 5è                           | Zdeněk Štybar                | Deceuninck-Quick Step          | 24 pts                       |                              |
| 6è                           | Jhonatan Narváez Prado       | Team Ineos                     | 18 pts                       |                              |
| 7è                           | Greg Van Avermaet            | CCC Team                       | 16 pts                       |                              |
| 8è                           | Loïc Vliegen                 | Circus-Wanty Gobert            | 14 pts                       |                              |
| 9è                           | Stan Dewulf                  | Lotto-Soudal                   | 14 pts                       |                              |
| 10è                          | Andreas Kron                 | Riwal Readynez                 | 12 pts                       |                              |

| Classificació dels esprints | Classificació dels esprints | Classificació dels esprints | Classificació dels esprints | Classificació dels esprints |
| Corredor                    | Corredor                    | Equip                       | Punts                       |                             |
| --------------------------- | --------------------------- | --------------------------- | --------------------------- | --------------------------- |
| 1r                          | Dries De Bondt              | Alpecin-Fenix               | 23 pts                      |                             |
| 2n                          | Jens Reynders               | Hagens Berman Axeon         | 11 pts                      |                             |
| 3r                          | Zdeněk Štybar               | Deceuninck-Quick Step       | 10 pts                      |                             |
| 4t                          | Andreas Goeman              | Telenet-Baloise Lions       | 10 pts                      |                             |
| 5è                          | Greg Van Avermaet           | CCC Team                    | 5 pts                       |                             |
| 6è                          | Milan Menten                | Sport Vlaanderen-Baloise    | 5 pts                       |                             |
| 7è                          | Jannik Steimle              | Deceuninck-Quick Step       | 5 pts                       |                             |
| 8è                          | Michał Gołaś                | Team Ineos                  | 5 pts                       |                             |
| 9è                          | Jhonatan Narváez Prado      | Team Ineos                  | 3 pts                       |                             |
| 10è                         | Philippe Gilbert            | Lotto-Soudal                | 3 pts                       |                             |

| Classificació dels esprints | Classificació dels esprints | Classificació dels esprints | Classificació dels esprints | Classificació dels esprints |
| Corredor                    | Corredor                    | Equip                       | Punts                       |                             |
| --------------------------- | --------------------------- | --------------------------- | --------------------------- | --------------------------- |
| 1r                          | Dries De Bondt              | Alpecin-Fenix               | 23 pts                      |                             |
| 2n                          | Jens Reynders               | Hagens Berman Axeon         | 11 pts                      |                             |
| 3r                          | Zdeněk Štybar               | Deceuninck-Quick Step       | 10 pts                      |                             |
| 4t                          | Andreas Goeman              | Telenet-Baloise Lions       | 10 pts                      |                             |
| 5è                          | Greg Van Avermaet           | CCC Team                    | 5 pts                       |                             |
| 6è                          | Milan Menten                | Sport Vlaanderen-Baloise    | 5 pts                       |                             |
| 7è                          | Jannik Steimle              | Deceuninck-Quick Step       | 5 pts                       |                             |
| 8è                          | Michał Gołaś                | Team Ineos                  | 5 pts                       |                             |
| 9è                          | Jhonatan Narváez Prado      | Team Ineos                  | 3 pts                       |                             |
| 10è                         | Philippe Gilbert            | Lotto-Soudal                | 3 pts                       |                             |

| Classificació del millor jove | Classificació del millor jove | Classificació del millor jove    | Classificació del millor jove | Classificació del millor jove |
| Corredor                      | Corredor                      | Equip                            | Temps                         |                               |
| ----------------------------- | ----------------------------- | -------------------------------- | ----------------------------- | ----------------------------- |
| 1r                            | Jhonatan Narváez Prado        | Team Ineos                       | 17h 49' 21"                   |                               |
| 2n                            | Kevin Vermaerke               | Hagens Berman Axeon              | + 2"                          |                               |
| 4t                            | Kevin Geniets                 | Groupama-FDJ                     | + 1' 01"                      |                               |
| 5è                            | James Fouche                  | Hagens Berman Axeon              | + 1' 20"                      |                               |
| 6è                            | Aaron Van Poucke              | Sport Vlaanderen-Baloise         | + 1' 21"                      |                               |
| 7è                            | Lars van den Berg             | Équipe continentale Groupama-FDJ | + 1' 41"                      |                               |
| 8è                            | Jarrad Drizners               | Hagens Berman Axeon              | + 3' 25"                      |                               |
| 9è                            | Andreas Kron                  | Riwal Readynez                   | + 3' 43"                      |                               |
| 10è                           | Alex Molenaar                 | Burgos-BH                        | + 4' 49"                      |                               |

| Classificació del millor jove | Classificació del millor jove | Classificació del millor jove    | Classificació del millor jove | Classificació del millor jove |
| Corredor                      | Corredor                      | Equip                            | Temps                         |                               |
| ----------------------------- | ----------------------------- | -------------------------------- | ----------------------------- | ----------------------------- |
| 1r                            | Jhonatan Narváez Prado        | Team Ineos                       | 17h 49' 21"                   |                               |
| 2n                            | Kevin Vermaerke               | Hagens Berman Axeon              | + 2"                          |                               |
| 4t                            | Kevin Geniets                 | Groupama-FDJ                     | + 1' 01"                      |                               |
| 5è                            | James Fouche                  | Hagens Berman Axeon              | + 1' 20"                      |                               |
| 6è                            | Aaron Van Poucke              | Sport Vlaanderen-Baloise         | + 1' 21"                      |                               |
| 7è                            | Lars van den Berg             | Équipe continentale Groupama-FDJ | + 1' 41"                      |                               |
| 8è                            | Jarrad Drizners               | Hagens Berman Axeon              | + 3' 25"                      |                               |
| 9è                            | Andreas Kron                  | Riwal Readynez                   | + 3' 43"                      |                               |
| 10è                           | Alex Molenaar                 | Burgos-BH                        | + 4' 49"                      |                               |

#### Classificació per equips
| Classificació per equips | Classificació per equips   | Classificació per equips | Classificació per equips |
| Equip                    | Equip                      | Temps                    |                          |
| ------------------------ | -------------------------- | ------------------------ | ------------------------ |
| 1r                       | AG2R La Mondiale           | 53h 27' 59"              |                          |
| 2n                       | Bingoal-Wallonie Bruxelles | + 10"                    |                          |
| 3r                       | Groupama-FDJ               | + 1' 49"                 |                          |
| 4t                       | Sport Vlaanderen-Baloise   | + 1' 50"                 |                          |
| 5è                       | Lotto Soudal               | + 2' 18"                 |                          |
| 6è                       | Bahrain McLaren            | + 3' 33"                 |                          |
| 7è                       | CCC Team                   | + 3' 56"                 |                          |
| 8è                       | Deceuninck-Quick Step      | + 4' 42"                 |                          |
| 9è                       | Hagens Berman Axeon        | + 4' 52"                 |                          |
| 10è                      | Riwal Readynez             | + 6' 12"                 |                          |

## Evolució de les classificacions
| Etapa                  | Vencedor               | Classificació general | Classificació per punts | Classificació de la muntanya | Classificació dels joves | Classificació per equips |
| ---------------------- | ---------------------- | --------------------- | ----------------------- | ---------------------------- | ------------------------ | ------------------------ |
| 1                      | Caleb Ewan             | Caleb Ewan            | Caleb Ewan              | Tom Paquot                   | Jens Reynders            | AG2R La Mondiale         |
| 2                      | Arnaud Démare          | Caleb Ewan            | Caleb Ewan              | Tom Paquot                   | Jens Reynders            | AG2R La Mondiale         |
| 3                      | Sam Bennett            | Arnaud Démare         | Arnaud Démare           | Michał Gołaś                 | James Fouché             | Deceuninck-Quick Step    |
| 4                      | Arnaud Démare          | Arnaud Démare         | Arnaud Démare           | Michał Gołaś                 | Jhonatan Narváez         | AG2R La Mondiale         |
| Classificacions finals | Classificacions finals | Arnaud Démare         | Arnaud Démare           | Michał Gołaś                 | Jhonatan Narváez         | AG2R La Mondiale         |